# 女忍 KUNOICHI
『女忍 KUNOICHI』（にょにん くのいち、英題: THE KUNOICHI）は、2011年3月19日に公開された日本映画である。監督、千葉誠治。上映時間65分、VISTAサイズ。
戦乱の世の甲賀と伊賀の争いを背景にした、時代劇・忍者アクション映画である。

## 登場人物
- 如月 - 武田梨奈：甲賀の女忍者。
- 霜月 - 虎牙光揮：伊賀忍者。
- 氷月 - 三元雅芸：伊賀者。
- 神無 - 佐藤雄一
- 初花月 - 小野村麻郁：甲賀者。
- 殷春 - 藤澤志帆：甲賀者。
- 弥生 - 琴乃：甲賀者。

## 製作・エピソード

### スタッフ
- 製作 : 前橋浩一、尾形和義、ポニーキャニオン、クレイ、日本出版販売
- エグゼクティブ・プロデューサー : 男全修二、斎藤正明、安西崇
- プロデューサー : 大垣修也、片山武志、行弘拓路、千葉誠治
- アクション監督 : 園村健介
- アシスタントプロデューサー : 稲垣光二
- 撮影 : 植松亮、工藤哲也
- 音楽 : 諸橋邦行
- 録音 : 池田知久
- 照明 : 藤田貴路
- 整音 : 吉田憲義
- 衣装（デザイン） : 池田友紀
- スチール : 稲田喬晃
- 特殊メイク : 梅沢壮一
- 制作プロダクション : ノースシーケーワイ
- 配給 : 日本出版販売
- 監督・脚本・編集 : 千葉誠治

### 音楽
- 主題歌「Loveless, more Loveless」（メガマソ、作詞・作曲:涼平）

## DVDリリース
- 女忍 KUNOICHI ＜通常版＞（2011年8月3日、ポニーキャニオン）
- 女忍 KUNOICHI ＜特別版＞（2011年8月3日、ポニーキャニオン）